# Likulia Bolongo
Norbert Likulia Bolongo (ur. 8 kwietnia 1939 w Basoko) – kongijski (zairski) polityk, prawnik i wojskowy w stopniu generała, od 9 kwietnia do 16 maja 1997 premier Demokratycznej Republiki Konga.
Służył w armii jako generał, wiernie popierał Mobutu Sese Seko, który pochodził z tego samego regionu. Jednocześnie doszedł do stanowiska profesora, specjalizuje się w prawie karnym i wojskowym. Napisał kilka książek o tych tematach i pełnił funkcje w komisjach uniwersyteckich i prawnych. Piastował funkcje ministerialne, w tym wicepremiera i ministra obrony w rządzie Léona Kengo Wa Dondo. Przez miesiąc w 1997 pełnił funkcję premiera, dopóki Laurent-Désiré Kabila nie pokonał sił Sese Seko. Wyemigrował następnie do Konga i potem do Francji. Do Demokratycznej Republiki Konga powrócił w lipcu 1999. Początkowo był aresztowany, po czym został ministrem stanu w rządzie Kabili. Po jego zamordowaniu zakończył pełnienie funkcji.